# Kirchweger-Kondensationseinrichtung

Lokomotive WURZEN (?) der Leipzig-Dresdner Eisenbahn mit Kirchwegerscher Abdampfkondensation

Die Kirchweger-Kondensationseinrichtung (auch Kirchwegersche Abdampfkondensation) diente zum Vorwärmen des Speisewassers bei Dampflokomotiven durch den Abdampf der Dampfmaschine. Erfunden wurde sie um 1850 von Heinrich Kirchweger. Eine ähnliche Einrichtung stammte von Rohrbeck.
Über eine etwa 100 mm starke Leitung wurde der am Schieberkasten entnommene Abdampf unter der Lokomotive zum Tender geführt. Dort wurde der Abdampf direkt in das Speisewasser eingeleitet, welches dabei bis zum Sieden erwärmt wurde. Der restliche Abdampf konnte über einen zweiten Schornstein auf dem Tender ins Freie entweichen. Über einen Hahn am Tender konnte die Dampfmenge reguliert werden.
Die Rohrbecksche Einrichtung unterschied sich in Details von der Kirchwegerschen Bauart. Hier wurde der Dampf erst am Blasrohr entnommen und oberhalb des Kessels entlanggeführt. Hier erfolgte die Regulierung durch eine Drosselklappe am Blasrohr.
Die mögliche Brennstoffersparnis konnte je nach Einsatzbedingungen bei 10 bis 20 %, in Einzelfällen bis 30 % liegen. Die Niederschlesisch-Märkische Eisenbahn gab diesen Wert bei ihren Lokomotiven mit 7,5 % an.
Problematisch war die Anreicherung des Kesselspeisewassers mit Fremdstoffen. So wird in alten Quellen von Anfressungen an den Kesselblechen berichtet, die durch die im Abdampf enthaltenen Fettsäuren der Schmiermittel verursacht wurden. Andererseits wurde die Entstehung von Kesselstein im Kessel verlangsamt, da ein Teil der Kesselsteinbildner schon im Tender ausschied.
Mit der Einführung des Injektors zur Kesselspeisung kam die Abdampfkondensation ab den 1860er Jahren wieder außer Gebrauch, da Injektoren physikalisch bedingt nur mit kaltem Wasser arbeiten. Bis etwa 1880 waren ungefähr 900 deutsche Lokomotiven mit Kondensationseinrichtung ausgerüstet gewesen.